# Ixora lunutica
Ixora lunutica är en måreväxtart som beskrevs av Cecil Ernest Claude Fischer. Ixora lunutica ingår i släktet Ixora och familjen måreväxter. Inga underarter finns listade i Catalogue of Life.